# Лазерный дальномер

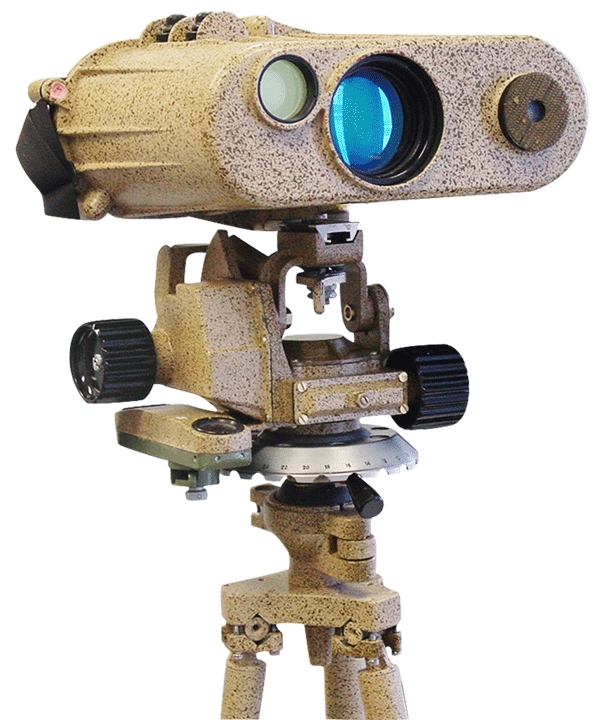
Лазерный дальномер RB20000

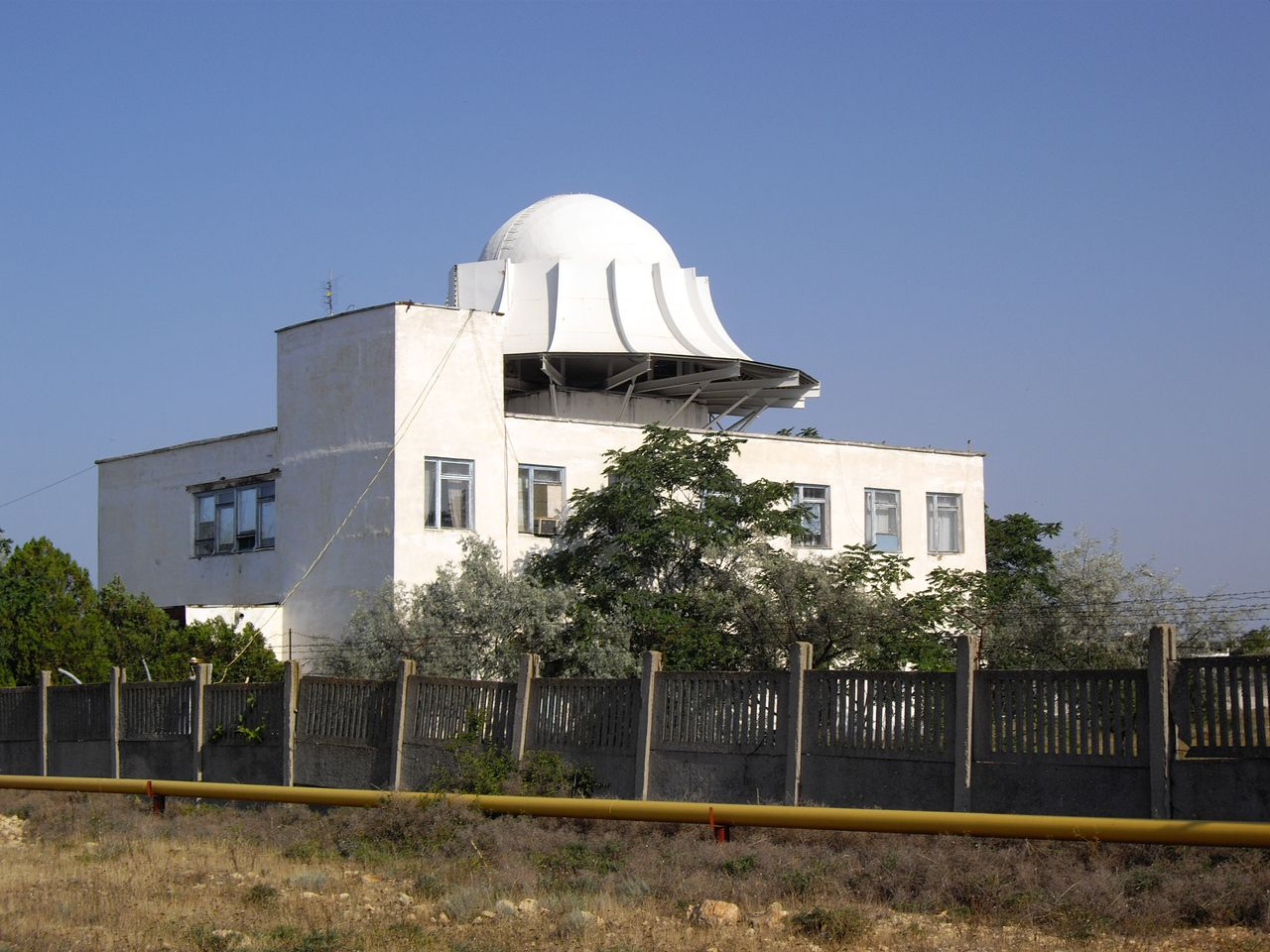
Купол лазерного дальномера АЗТ-28 («Большая сажень»)

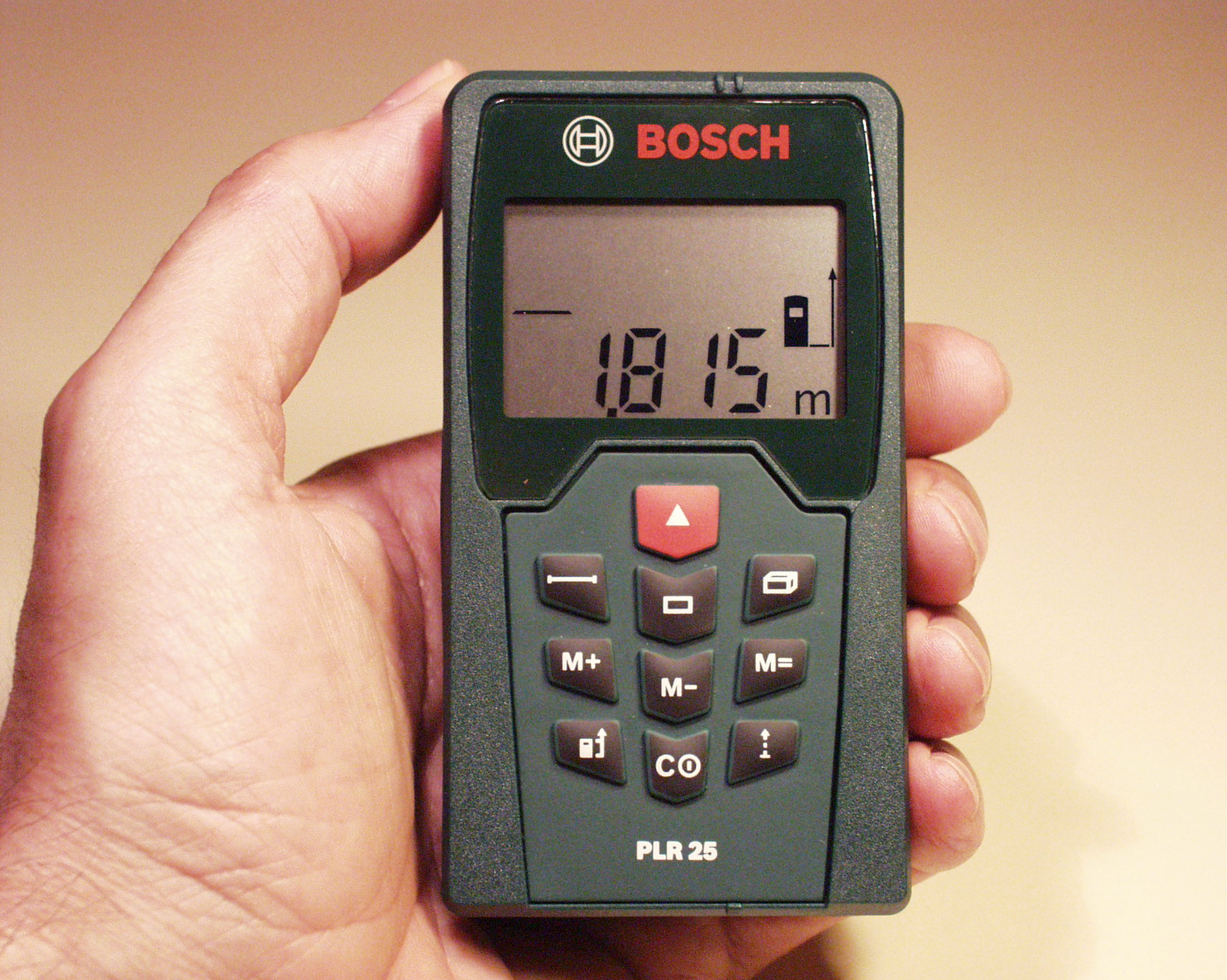
Лазерная рулетка (лазерный дальномер) Bosch PLR25

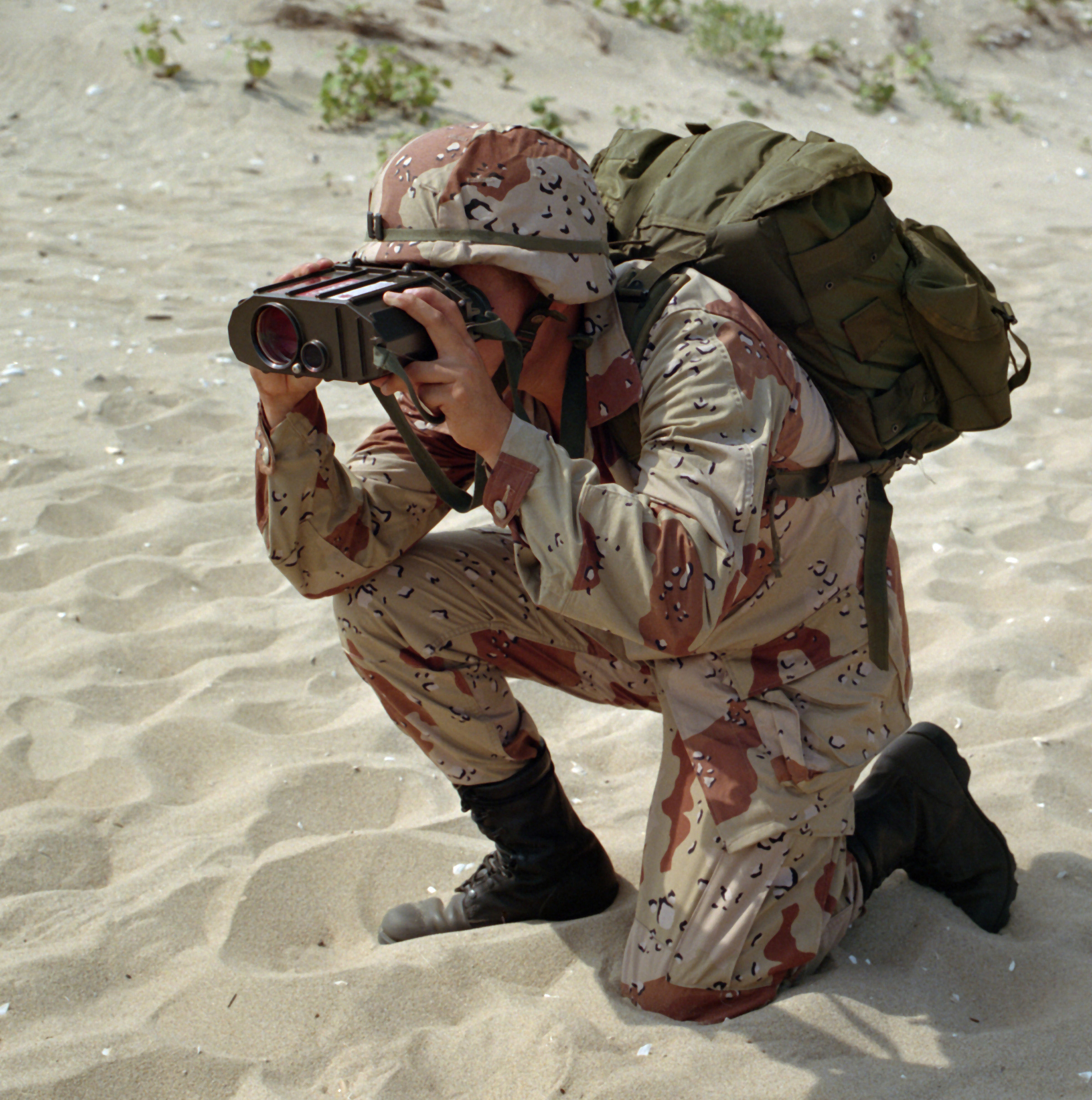
Солдат с лазерным дальномером

Ла́зерный дальноме́р — оптический прибор для измерения расстояний, использующий лазер в качестве растрового осветителя.
Широко применяется в инженерной геодезии, при топографической съёмке, в военном деле, в навигации, в астрономических исследованиях, на стройке, охоте, в быту. Современные лазерные дальномеры в большинстве случаев компактны и позволяют в кратчайшие сроки и с большой точностью определить расстояния до интересующих объектов.
Лазерные дальномеры различаются по принципу действия на импульсные и фазовые. 
Импульсный лазерный дальномер — это устройство, состоящее из импульсного лазера и детектора излучения. Измеряя время, которое затрачивает луч на путь до отражателя и обратно, и зная значение скорости света, можно рассчитать расстояние между лазером и отражающим объектом. Импульсные лазерные дальномеры обладают большой дальностью работы, т.к. импульс можно выдать с большой мощностью и повышенной скрытностью, включаясь только на время импульса. Поэтому импульсные лазерные дальномеры обычно применяются в военных прицелах.
Фазовые лазерные дальномеры на короткий промежуток времени включают подсветку объекта с разной модулированной частотой и по сдвигу фазы вычисляют расстояние до цели. Они не имеют таймера замера отражённого сигнала, поэтому дешевле, но имеют меньшую дальность (до 1 км) и поэтому обычно используются в бытовых целях или как прицелы стрелкового оружия. 
Лазерный дальномер — простейший вариант лидара.

## Импульсные лазерные дальномеры
Способность электромагнитного излучения распространяться с постоянной скоростью даёт возможность определять дальность до объекта. Так, при импульсном методе дальнометрирования используется соотношение
{\displaystyle L={\frac {ct}{2n}},}
где {\displaystyle L} — расстояние до объекта, {\displaystyle c} — скорость света в вакууме, {\displaystyle n} — показатель преломления среды, в которой распространяется излучение, {\displaystyle t} — время прохождения импульса до цели и обратно.
Рассмотрение этого соотношения показывает, что потенциальная точность измерения дальности определяется точностью измерения времени прохождения импульса энергии до объекта и обратно. Ясно, что чем короче фронт импульса, тем лучше.

## Фазовые лазерные дальномеры
Фазовые лазерные дальномеры имеют ошибку на доли длины волны, соответствующей частоте  модуляции, поэтому намного точнее импульсных, а также дешевле, т.к. не имеют сверхточного таймера. Однако необходимость более длительной подсветки цели уменьшает мощность лазера и, как следствие, дальность работы прибора.
Фазовый лазерный дальномер не меняет длину волны самого лазера, а управляет его мощностью, накладывая модулирующий сигнал частотой не выше 500 МГц.
Принцип действия фазового лазерного дальномера заключается в том, что отражённая волна приходит в разных фазах в зависимости от расстояния до цели. Иными словами, если в данный момент лазер излучает сигнал в определённой фазе, то отражённый сигнал может возвращаться в момент излучении сигнала в другой фазе, поскольку за время прохождения света до измеряемого объекта и обратно изменяется фаза  излучаемого сигнала на самом устройстве. Поскольку неизвестно, сколько целых длин волн уложилось при одном измерении, то дальномер меняет частоту модуляции и повторяет замер. Далее процессор в дальномере решает систему линейных уравнений и вычисляет расстояние до цели. Точность результата определяется точностью измерения сдвига фаз и достигает 0,5 мм.